# Szoyer Ilona

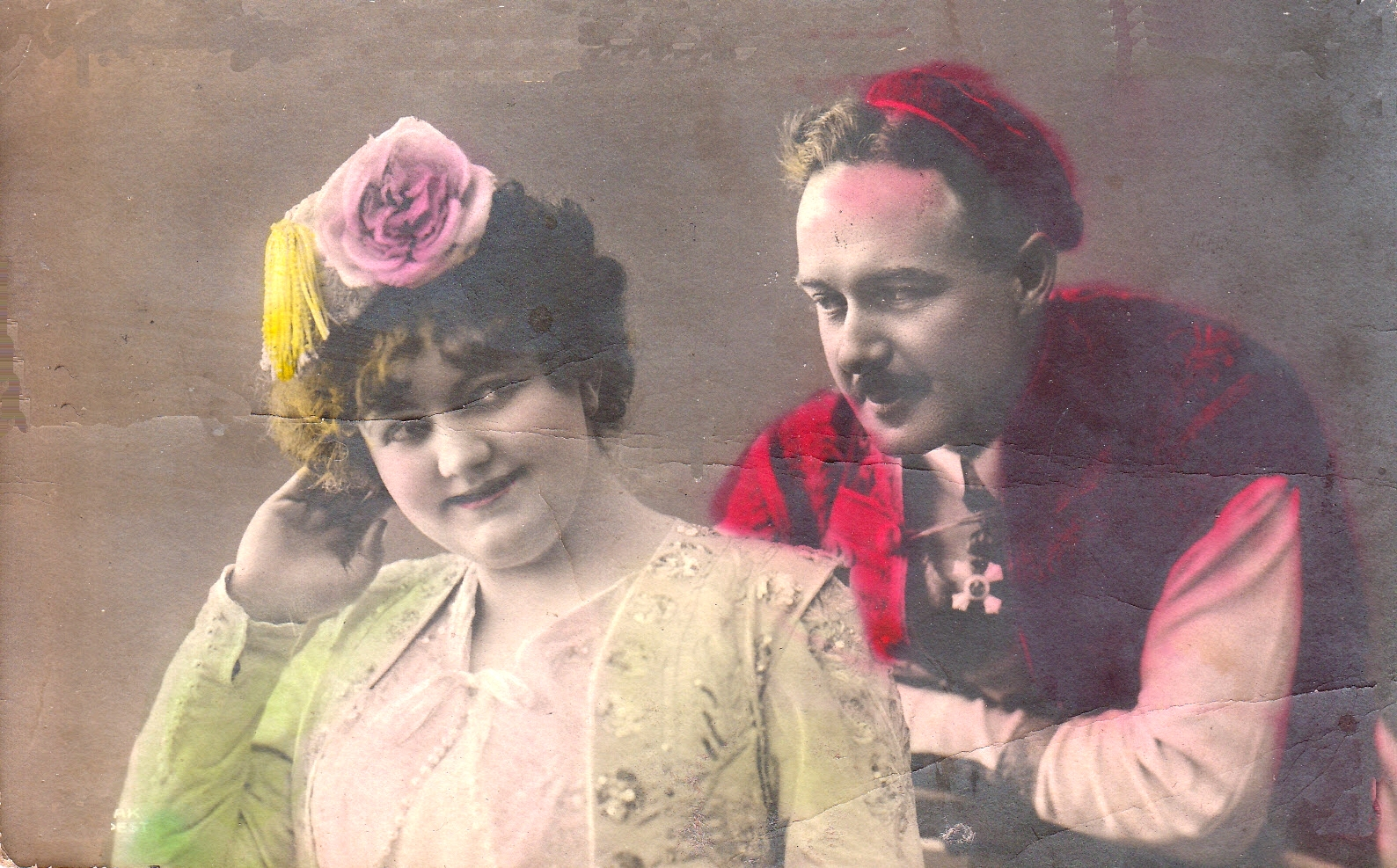
Ráthonyi Ákossal Lehár Ferenc A víg özvegy című operettjében 1907-ben.

Szoyer Ilona, Szoyer Ilonka, M. Szoyer Ilona (férjezett nevén Márkus Dezsőné, született Soyer Ilona) (Debrecen, 1879. július 24. – Budapest, 1956. február 2.) magyar opera- és operett-énekesnő (lírai koloratúrszoprán). A 19–20. század fordulóján rendkívüli népszerűségnek örvendett Budapesten operettszubrettként, de Bécsben és Németországban is jelentős sikereket aratott.

## Élete
Soyer Zsigmond és Szmekal Ilona gyermekeként született. Tanulmányait Bécsben végezte, ahol Geiringer tanítványa volt. Pályáját a lipcsei Városi Színházban kezdte mint opera-énekesnő, majd a Magyar Színházban 1900. október 23-án lépett fel először mint Angot asszony leánya. Innen szerződtette Mader Raoul igazgató a Magyar Királyi Operaházhoz, melynek tíz éven át volt tagja. Itt 1902. január 14-én mint Mari az ezred leánya debütált.
Közben bejárta Német- és Oroszországot (Berlin: udvari opera, 1906. május 18. és 21. Ezred leánya és Manon – Komische Oper, 1908. február 25-től egy hónapig Denevér Adélje) s a magyar vidéki nagyobb városokat.
1905. június 19-én nőül ment Márkus Dezső operaházi karnagyhoz, aki mikor a Népopera igazgatója lett, ide szerződtette; Szoyer itt 1912. szeptember 21-én mutatkozott be Jarno Tengerész Kató c. operettje címszerepében; Kálmán Imre Kis királyában stb. énekelt. Fellépett a Városi Színházban is. 1915 tavaszán, leánya születésekor a színpadtól visszavonult, „szabadúszóként” vállalt már csak néhány előadást.

## Szerepei
- Adolphe Adam: A lonjumeau-i postakocsis – Madeleine
- Adolphe Adam: A nürnbergi baba – Berta
- Eugen d’Albert: Hegyek alján – Nuri
- Daniel Auber: Fra Diavolo – Zerlina
- Ludwig van Beethoven: Fidelio – Marcellina
- Georges Bizet: Carmen – Micaëla
- Leo Blech: A szomszédasszony – Rózsi
- Dohnányi Ernő: Pierette fátyola – Pierette
- Gaetano Donizetti: Az ezred lánya – Marie
- Erkel Ferenc: Hunyadi László – Gara Mária; Hunyadi Mátyás
- Frédéric d’Erlanger: Tessza – Aby
- Umberto Giordano: Fedora – Olga Szukarjov
- Christoph Willibald Gluck: Orfeusz és Euridiké – Ámor
- Goldmark Károly: Götz von Berlichingen – Georg
- Goldmark Károly: Téli rege – Perdita
- Charles Gounod: Faust – Margit; Siebel
- Charles Gounod: Romeo és Júlia – Júlia
- Hervé: Nebáncsvirág – Denise
- Hubay Jenő: Moharózsa – Bébé
- Huszka Jenő: Bob herceg –
- Georg Jarno: Tengerész Kató –
- Sidney Jones: A gésa – Molly Seamore
- Kálmán Imre: Kis király –
- Charles Lecocq: Angot asszony lánya – Clairette Angott
- Lehár Ferenc: A víg özvegy –
- Ruggero Leoncavallo: Bajazzók – Nedda
- Albert Lortzing: Cár és ács – Marie
- Louis-Aimé Maillart: Villars dragonyosai – Rose Friquet
- Pietro Mascagni: Parasztbecsület – Lola
- Jules Massenet: Manon – Manon Lescaut
- Felix Mendelssohn Bartholdy: Hazatérés – Lisbeth
- André Messager: Fortunio – Jacqueline
- Giacomo Meyerbeer: A hugenották – Urbain
- Wolfgang Amadeus Mozart: Figaro lakodalma – Cherubino
- Wolfgang Amadeus Mozart: Don Juan – Zerlina
- Wolfgang Amadeus Mozart: A varázsfuvola – Az Éj királynője; Papagena
- Otto Nicolai: A windsori víg nők – Fluthné
- Jacques Offenbach: Hoffmann meséi – Olympia; Antonia; Giulietta
- Robert Planquette: Rip van Winkle –
- Robert Planquette: A corneville-i harangok –
- Poldini Ede: A csavargó és királyleány – A királyleány
- Giacomo Puccini: Manon Lescaut – címszerep
- Giacomo Puccini: Bohémélet – Musette
- Giacomo Puccini: Pillangókisasszony – Cso-cso-szán
- Gioachino Rossini: A sevillai borbély – Rosina
- Bedřich Smetana: Az eladott menyasszony – Mařenka
- Johann Strauss jun.: A denevér – Rosalinda; Adél
- Johann Strauss jun.: A cigánybáró – Szaffi
- Johann Strauss jun.: Bécsi vér – Franziska Cagliari
- Sir Arthur Sullivan: A mikádó – Yum-Yum
- Franz von Suppé: A modell – Stella
- Ambroise Thomas: Mignon – Philine
- Giuseppe Verdi: Álarcosbál – Oscar
- Richard Wagner: A Rajna kincse – Woglinde
- Richard Wagner: Siegfried – Az erdei madár hangja
- Carl Maria von Weber: A bűvös vadász – Annuska
- Ermanno Wolff-Ferrari: A kíváncsi nők – Colombina
- Zichy Géza: Nemo – Lackó
- Zichy Géza: Roland mester – Yvette